# نظرية الاستجابة للفقرة
في القياس النفسي، تُعدّ نظرية الاستجابة للفقرة (والمعروفة أيضًا باسم نظرية السمات الكامنة، أو نظرية النتيجة الحقيقية القوية، أو نظرية الاختبار العقلي الحديثة) نموذجًا لتصميم وتحليل وتصحيح الاختبارات والاستبانات والأدوات المماثلة التي تقيس القدرات والمواقف أو غيرها من المتغيرات. وهي نظرية اختبار تعتمد على العلاقة بين أداء الأفراد في فقرة اختبار ومستويات أداء المُختبرين على مقياس عام للقدرة التي صُممت تلك الفقرة لقياسها. تُستخدم نماذج إحصائية مختلفة لتمثيل خصائص كل فقرة والمُختبر. بخلاف البدائل الأبسط لإنشاء المقاييس وتقييم إجابات الاستبانات، لا تفترض نظرية الاستجابة للفقرة أن كل فقرة متساوية الصعوبة. وهذا ما يميز النظرية، على سبيل المثال، عن مقياس ليكرت، حيث "يُفترض أن جميع الفقرات متماثلة، أو بمعنى آخر، تُعتبر الفقرات أدوات متوازية". على النقيض من ذلك، تُعامل نظرية الاستجابة للفقرة صعوبة كل فقرة (منحنيات خصائص الفقرة) كمعلومات تُدمج في تحديد درجات الفقرة.
تعتمد هذه النظرية على تطبيق نماذج رياضية ذات صلة على بيانات الاختبار. ولأنها غالبًا ما تُعتبر متفوقة على نظرية الاختبار التقليدية، فهي الطريقة المُفضلة لتطوير المقاييس في الولايات المتحدة،[بحاجة لمصدر] خاصةً عند الحاجة إلى اتخاذ قرارات مثالية، كما هو الحال في ما يُسمى بالاختبارات عالية المخاطر، مثل اختبار تقييم الخريجين (GRE) واختبار القبول للدراسات العليا في الإدارة (GMAT).
تعود تسمية نظرية الاستجابة للفقرة إلى تركيز النظرية على الفقرة، على عكس تركيز نظرية الاختبار التقليدية على مستوى الاختبار. وهكذا، تُنمذج نظرية الاستجابة للفقرة استجابة كل مُمتحن لقدرة مُعينة لكل فقرة في الاختبار. مصطلح الفقرة عام، ويغطي جميع أنواع البنود المعلوماتية. قد تكون أسئلة اختيار من متعدد تتضمن إجابات صحيحة وخاطئة، ولكنها أيضًا بيانات شائعة في الاستبانات تسمح للمستجيبين بتحديد مستوى الاتفاق (مقياس تدرج أو مقياس ليكرت)، أو أعراض المريض التي تُسجل كأعراض موجودة أو غائبة، أو معلومات تشخيصية في أنظمة مُعقدة.
يعتمد نموذج الاستجابة للفقرة على فكرة أن احتمال الإجابة الصحيحة/المُفَهَّمة على فقرة ما هو دالة رياضية لمُعاملات الشخص والفقرة. (يُشابه تعبير "دالة رياضية لمُعاملات الشخص والفقرة" معادلة ليفين، B = f(P, E)، التي تُؤكد أن السلوك هو دالة للشخص في بيئته). يُفسر مُعامل الشخص (عادةً) على أنه سمة كامنة واحدة أو بُعد واحد. ومن الأمثلة على ذلك الذكاء العام أو قوة الموقف. تشمل المُعاملات التي تُصنف الفقرات بناءً عليها صعوبة الفقرة (المعروفة باسم "الموقع" لموقعها على نطاق الصعوبة)؛ والتمييز (الميل أو الارتباط)، الذي يُمثل مدى اختلاف مُعدل نجاح الأفراد باختلاف قدراتهم؛ ومُعامل التخمين الزائف، الذي يُميز الخط المُقارب (الأدنى) الذي سيُحرز فيه حتى الأشخاص الأقل قدرة نتيجةً للتخمين (على سبيل المثال، 25% لفرصة مُجردة على فقرة اختيار من مُتعدد بأربع إجابات مُمكنة).
وبالمثل، يُمكن استخدام نموذج الاستجابة للفقرة لقياس السلوك البشري على شبكات التواصل الاجتماعي. يمكن تجميع آراء مختلف الأشخاص لدراستها باستخدام نموذج الاستجابة للفقرة. كما تم تقييم استخدامه في تصنيف المعلومات إلى معلومات مضللة أو معلومات صحيحة.

## التطبيق
تتوفر تنفيذات لاختلافات مختلفة من نظرية الاستجابة للفقرة في العديد من البرامج واللغات الإحصائية المختلفة، بما في ذلك لغة البرمجة آر، ولغة بايثون.

## قراءات إضافية
- Lord، F.M. (1980). Applications of item response theory to practical testing problems. Mahwah, NJ: Lawrence Erlbaum Associates, Inc. DOI:10.4324/9780203056615. ISBN:978-1-136-55724-8.
- Embretson، Susan E.؛ Reise، Steven P. (2000). Item Response Theory for Psychologists. Psychology Press. ISBN:978-0-8058-2819-1.
- Baker، Frank (2001). The Basics of Item Response Theory. ERIC Clearinghouse on Assessment and Evaluation, University of Maryland, College Park, MD. مؤرشف من الأصل في 2025-06-24.
- Baker، Frank B.؛ Kim، Seock-Ho (2004). Item Response Theory: Parameter Estimation Techniques (ط. 2nd). Marcel Dekker. ISBN:978-0-8247-5825-7.
- van der Linden، Wim J.؛ Hambleton، Ronald K.، المحررون (1996). Handbook of Modern Item Response Theory. Springer. ISBN:978-0-387-94661-0. مؤرشف من الأصل في 2023-11-08.
- de Boeck، Paul؛ Wilson، Mark (2004). Explanatory Item Response Models: A Generalized Linear and Nonlinear Approach. Springer. ISBN:978-0-387-40275-8. مؤرشف من الأصل في 2023-11-08.
- Fox، Jean-Paul (2010). Bayesian Item Response Modeling: Theory and Applications. Springer. ISBN:978-1-4419-0741-7. مؤرشف من الأصل في 2023-11-08.